# Viides Luku – Hävitetty
Viides Luku – Hävitetty (pol. Rozdział V - Zemsta) – piąta w kolejności płyta wydana przez zespół Moonsorrow, wydana 15 stycznia 2007 roku. Tytuł roboczy materiału brzmiał "Świnia-gej" (po fińsku "Homosika"), co było żartem członków zespołu, po wydaniu płyta przybrała obecną i ostateczną nazwę.

## Lista utworów
1. „Jäästä Syntynyt/Varjojen Virta” (Henri Sorvali, Marko Tervonen, Ville Sorvali) – 30:10
2. „Tuleen Ajettu Maa” (Henri Sorvali, Marko Tervonen, Thomas Vaananen, Ville Sorvali) – 26:19

## Muzycy
- Henri Sorvali – śpiew, gitara elektryczna, instrumenty klawiszowe
- Ville Sorvali – śpiew, gitara basowa
- Mitja Harvilahti – gitara elektryczna
- Markus Eurén – instrumenty klawiszowe
- Marko Tarvonen – perkusja